# Xawery Dunikowski
Xawery Dunikowski (nació el 24 de noviembre de 1875 en Cracovia y murió el 26 de enero de 1964 en Varsovia) - escultor y pintor polaco. Profesor de la Academia de Bellas Artes de Varsovia y de Academia de Bellas Artes de Cracovia. Fue maestro de Jerzy Bandura, Zygmunt Gawlik, Józef Gosławski, Maria Jarema, Jacek Puget y Henryk Wiciński. Fue prisionero de Auschwitz durante de la Segunda Guerra Mundial. Diseñó el monumento de Józef Dietl en Cracovia.